# The Flight Attendant (televisieserie)
The Flight Attendant is een Amerikaanse drama-mysteryserie die in 2020 uitkwam. De reeks is gebaseerd op het gelijknamige boek van Chris Bohjalian uit 2018. De hoofdrol wordt vertolkt door Kaley Cuoco als stewardess die de moord op haar onenightstand probeert te ontrafelen. Cuoco's productiebedrijf Yes, Norman Productions had de rechten op het boek gekocht en Cuoco was een van de uitvoerende producenten van de reeks.

## Verhaal
Cassie is een stewardess van losse zeden met een drankprobleem die geregeld de wereld rondvliegt. In Bangkok heeft ze een onenightstand met een Amerikaanse zakenman die ze 's ochtends vermoord in bed aantreft. In paniek wist ze haar sporen uit en keert huiswaarts, in New York. Daar komt ze al snel in het vizier van de FBI. Daarom probeert Cassie zelf uit te zoeken wie haar onenightstand was en waarom hij dood moest.

## Rolverdeling
- Kaley Cuoco als Cassandra (Cassie) Bowden, de protagonist
- Michiel Huisman als Alex Sokolov, Cassies onenightstand
- Zosia Mamet als Annie Mouradian, Cassies beste vriendin en advocaat
- Rosie Perez als Megan Briscoe, Cassies vriendin en collega
- Colin Woodell als Buckley Ware, Cassies nieuwe vriend
- Griffin Matthews als Shane Evans, Cassies collega
- Michelle Gomez als Miranda Croft, de huurmoordenaar

## Uitgave en ontvangst
Het eerste seizoen van The Flight Attendant werd op 26 november 2020 uitgebracht op de Amerikaanse streamingdienst HBO Max. Het tweede seizoen werd reeds in december dat jaar besteld en werd op 21 april 2022 uitgebracht.
In Vlaanderen verscheen de reeks vanaf 25 januari 2023 op de zender Play5.
The Flight Attendant werd op goede kritieken onthaald, met scores van 7,1 op tien bij IMDb, 91 procent bij Rotten Tomatoes en 77 procent bij Metacritic.